# Rafael Ventura Melià
Rafael Ventura Melià (Riola, outubro de 1947 — Valência, 31 de janeiro de 2020) foi um escritor e jornalista espanhol, pioneiro no jornalismo cultural valenciano.

## Biografia
Iniciou sua carreira jornalística como colaborador das revistas Albatros (1964) e Gorg (1971) e, mais tarde, passou a fazer parte da redação da revista Valencia Semanal (1977-1980), com Amadeu Fabregat. Sua obra mostra influências de Umberto Eco. Posteriormente, foi redator da seção de cultura do jornal Levante-EMV, onde permaneceu até sua aposentadoria.
Em 31 de janeiro de 2020, Ventura Meliá foi encontrado morto em sua casa, na cidade de Valência.

## Obra

### Poesia
- Corrents de fons (1976)
- Senyals de vida (1980)
- Igual vol dir Itàlia (1982)

### Narrativa
- Atzucac (1972)
- La darrera tornada (1974)
- Àmbit perdurable (1981)

## Prémios
- Prémio Andrómeda de narrativa, por Àmbit perdurable (1980)[3]